# La Litera
La Litera (en catalán la Llitera; oficialmente La Litera/La Llitera) es una comarca aragonesa situada en el este de la provincia de Huesca (España). La capital administrativa es Binéfar y la histórico-cultural es Tamarite de Litera.

## Municipios
La comarca engloba a los municipios de Albelda, Alcampell, Altorricón, Azanuy-Alins, Baélls, Baldellou, Binéfar, Camporrélls, Castillonroy, Esplús, Peralta de Calasanz, San Esteban de Litera, Tamarite de Litera y Vencillón.

## Geografía
Limita al norte con la comarca de Ribagorza, al este con la provincia de Lérida, al sur con la comarca de Bajo Cinca, al oeste con la comarca Cinca Medio y al noroeste con la comarca de Somontano de Barbastro.

## Historia

### La comarca como institución
La ley de creación de la comarca es la 25/2002 del 12 de noviembre de 2002. Se constituyó el 3 de enero de 2003. Las competencias le fueron traspasadas el 1 de febrero de 2003.

## Política
La Comarca de La Litera está compuesta por un consejo de 25 consejeros. Algunos de los cargos relevantes incluyen:
- Presidente: Tania Solans.
- Vicepresidente: Fernando Sabés.
- Otros vocales representan diferentes municipios dentro de la comarca

| Cargo         | Nombre                         | Ayuntamiento                     | Partido Político |  |
| ------------- | ------------------------------ | -------------------------------- | ---------------- |  |
| Presidente    | Josep Antón Chauvell Larregola | Alcalde de Alcampell             | PSOE             |  |
| Secretario    |                                | -                                | -                |  |
| Vocal         | David Alonso Plana             | Alcalde de Altorricón            | PSOE             |  |
| Vocal         | Carmen Josefa Balagué Larpa    | Concejala de Tamarite de Litera  | PSOE             |  |
| Vicepresienta | María Ángeles Roca Llop        | Alcaldesa de Albelda             | PSOE             |  |
| Vocal         | Fernando Sabes Turmo           | Alcalde de San Esteban de Litera | PSOE             |  |
| Vocal         | Francisco Rivas Borrás         | Alcalde de Castillonroy          | PSOE             |  |
| Vocal         | Jesús Enrique Lumbiarres Puso  | Alcalde de Baldellou             | PSOE             |  |
| Vocal         | José Guillén Zanuy             | Alcalde de Camporrells           | PSOE             |  |
| Vocal         | Juan Carlos García Cazcarra    | Concejal de Binéfar              | PSOE             |  |
| Vocal         | Juan José Campodarve Salvador  | Concejal de Azanuy-Alins         | PSOE             |  |
| Vocal         | Luis Pedro Boteller Enjuanes   | Alcalde de Peralta de Calasanz   | PSOE             |  |
| Vocal         | Ramón Capel Vitales            | Alcalde de Vencillón             | PSOE             |  |
| Vocal         | Raúl Teres Treviño             | Concejal de Baells               | PSOE             |  |
| Vocal         | Ángel Durany Sabaté            | Concejal de Tamarite de Litera   | PP               |  |
| Vocal         | Carlos Corzán Badías           | Concejal de Binéfar              | PP               |  |
| Vocal         | Noemí Conchita Mazarico Rull   | Concejala de Castillonroy        | PP               |  |
| Vocal         | Joaquín Cortés Alzuria         | Concejala de Binéfar             | PP               |  |
| Vocal         | Juan Francisco Dalmau Balasch  | Concejal de Altorricón           | PP               |  |
| Vocal         | Sergio Buchaca Arcau           | Concejal de Alcampell            | PP               |  |
| Vocal         | Elena Bocanegra Barbecho       | Concejala de Vencillón           | PP               |  |
| Vocal         | Carlos Arroyos Bellmunt        | Concejal de Binéfar              | Cambiar          |  |
| Vocal         | Daniel Isábal Rami             | Concejal de Binéfar              | Cambiar          |  |
| Vocal         | Diego Cremades Salinas         | Concejal de Albelda              | Cambiar          |  |
| Vocal         | Ana Sobrevía Pociello          | Concejala de Azanuy-Alins        | PAR              |  |
| Vocal         | Mercedes Martínez Morcillo     | Concejala de Binéfar             | PAR              |  |

| Elecciones 2015 |       |         |         |            |
| Partido         | Votos | % Votos | Electos | Consejeros |
| PSOE            | 4.115 | 44,84%  | 59      | 13         |
| PP              | 2.532 | 27,59%  | 20      | 7          |
| IU              | 1.214 | 13,23%  | 7       | 3          |
| PAR             | 915   | 9,97%   | 14      | 2          |
| CHA             | 288   | 3,14%   | 0       | 0          |
| C's             | 113   | 1,23%   | 0       | 0          |
| Total           | 9.177 | 100%    | 100     | 25         |

## Territorio y población
| Nº | Municipio             | Extensión (km²) | % del total | Habitantes (2011) | % del total | Altitud (metros) | Pedanías                                                                                    |
| -- | --------------------- | --------------- | ----------- | ----------------- | ----------- | ---------------- | ------------------------------------------------------------------------------------------- |
| 1  | Albelda               | 51,9            | 7,1         | 839               | 4,4         | 361              |                                                                                             |
| 2  | Alcampell             | 58,0            | 7,9         | 762               | 4,0         | 449              |                                                                                             |
| 3  | Altorricón            | 32,4            | 4,4         | 1.492             | 7,8         | 265              |                                                                                             |
| 4  | Azanuy-Alins          | 51,2            | 7,0         | 181               | 0,9         | 454              | Alíns del Monte, Azanuy.                                                                    |
| 5  | Baélls                | 39,8            | 5,4         | 114               | 0,6         | 610              | Nachá, Zurita.                                                                              |
| 6  | Baldellou             | 30,4            | 4,1         | 119               | 0,6         | 460              |                                                                                             |
| 7  | Binéfar               | 25,1            | 3,4         | 9.482             | 49,6        | 286              |                                                                                             |
| 8  | Camporrélls           | 26,7            | 3,6         | 182               | 1,0         | 665              |                                                                                             |
| 9  | Castillonroy          | 37,6            | 5,1         | 380               | 2,0         | 442              | Piñana, Santa Ana.                                                                          |
| 10 | Esplús                | 73,0            | 9,9         | 654               | 3,4         | 281              | EGASA, La Bochosa, Las Pueblas, MAPSA, Moncasi, ROLZASA, Santa María del Pilar, Torregrosa. |
| 11 | Peralta de Calasanz   | 114,9           | 15,7        | 243               | 1,3         | 523              | Calasanz, Cuatrocorz, Gabasa, Peralta de la Sal,                                            |
| 12 | San Esteban de Litera | 71,9            | 9,8         | 509               | 2,7         | 420              |                                                                                             |
| 13 | Tamarite de Litera    | 110,6           | 15,1        | 3.711             | 19,4        | 360              | Algayón, La Melusa.                                                                         |
| 14 | Vencillón             | 10,4            | 1,4         | 467               | 2,4         | -                |                                                                                             |
| #  | La Litera             | 733,9           | 100,0       | 19.135            | 100,0       | -                |                                                                                             |

## Lenguas
Además de la lengua española, en la Litera exceptuando Binéfar y Esplús, se habla catalán en su variante catalán ribagorzano y se enseña en las escuelas dos horas a la semana opcionalmente.
El catalán en la comarca, exceptuando los municipios en que no se habla, figura como lengua propia en la Ley de Lenguas de Aragón del 2009 y el castellano como lengua oficial.
Aquí se presentan unos datos sobre el uso del catalán en la comarca.
| Encuesta de usos lingüísticosdel IAEST                 | Encuesta de usos lingüísticosdel IAEST | Encuesta de usos lingüísticosdel IAEST | Encuesta de usos lingüísticosdel IAEST | Encuesta de usos lingüísticosdel IAEST | Encuesta de usos lingüísticosdel IAEST |
| Lengua                                                 | Castellano                             | Catalán                                | Ambos                                  | Otros                                  |                                        |
| ------------------------------------------------------ | -------------------------------------- | -------------------------------------- | -------------------------------------- | -------------------------------------- | -------------------------------------- |
| Lengua propia                                          | 63,7%                                  | 33,3%                                  | 3,0%                                   | 0%                                     |                                        |
| Lengua habitual                                        | 61,9%                                  | 34,5%                                  | 2,5%                                   | 1,1%                                   |                                        |
| Ámbito de uso                                          |                                        |                                        |                                        |                                        |                                        |
|                                                        | Sólo castellano                        | Sólo catalán                           |                                        |                                        |                                        |
| En el hogar                                            | 58,3%                                  | 29,5%                                  |                                        |                                        |                                        |
| Con sus amigos                                         | 54,6%                                  | 20,8%                                  |                                        |                                        |                                        |
| Con sus compañeros de estudios                         | 60,9%                                  | 13,3%                                  |                                        |                                        |                                        |
| Con sus vecinos                                        | 59,0%                                  | 27,0%                                  |                                        |                                        |                                        |
| Con sus compañeros de trabajo                          | 60,5%                                  | 15,4%                                  |                                        |                                        |                                        |
| Con un desconocido                                     | 77,1%                                  | 11,9%                                  |                                        |                                        |                                        |
| En el pequeño comercio                                 | 58,9%                                  | 20,6%                                  |                                        |                                        |                                        |
| En las grandes superficies                             | 69,1%                                  | 8,9%                                   |                                        |                                        |                                        |
| En las entidades financieras                           | 75,9%                                  | 8,4%                                   |                                        |                                        |                                        |
| Con los médicos                                        | 87,7%                                  | 3,3%                                   |                                        |                                        |                                        |
| Escribe sus notas personales                           | 88,2%                                  | 6,9%                                   |                                        |                                        |                                        |
| Comprensión, lectura y escritura de la lengua catalana |                                        |                                        |                                        |                                        |                                        |
|                                                        | Total                                  | 15-29 años                             | 30-44 años                             | 45-64 años                             | 65 y más años                          |
| Comprenden el catalán                                  | 91,1%                                  | 98,2%                                  | 97,1%                                  | 89,8%                                  | 82,7%                                  |
| Lo hablan                                              | 60,5%                                  | 70,2%                                  | 64,5%                                  | 54,1%                                  | 55,5%                                  |
| No lo hablan                                           | 30,8%                                  | 27,9%                                  | 32,5%                                  | 35,7%                                  | 27,2%                                  |
| Lo leen y lo escriben                                  | 22,7%                                  | 47,4%                                  | 27,6%                                  | 12,8%                                  | 9,9%                                   |
| Lo leen pero no lo escriben                            | 39,4%                                  | 35,0%                                  | 44,1%                                  | 43,0%                                  | 35,8%                                  |
| No lo leen ni escriben                                 | 29,1%                                  | 15,8%                                  | 25,3%                                  | 34,0%                                  | 37,0%                                  |
| No comprenden el catalán                               | 8,9%                                   | 1,8%                                   | 2,9%                                   | 10,2                                   | 17,3%                                  |
| Usos lingüísticos con los miembros de la familia       |                                        |                                        |                                        |                                        |                                        |
|                                                        | Sólo castellano                        | Sólo catalán                           |                                        |                                        |                                        |
| Con su madre                                           | 41,2%                                  | 55,9%                                  |                                        |                                        |                                        |
| Con su padre                                           | 42,2%                                  | 55,1%                                  |                                        |                                        |                                        |
| Con sus abuelos maternos                               | 55,2%                                  | 40,1%                                  |                                        |                                        |                                        |
| Con sus abuelos paternos                               | 53,8%                                  | 39,0%                                  |                                        |                                        |                                        |
| Con su hijo mayor                                      | 59,9%                                  | 32,9%                                  |                                        |                                        |                                        |
| Medios de comunicación: nº medio de horas              |                                        |                                        |                                        |                                        |                                        |
|                                                        | Televisión                             | Radio                                  | Prensa                                 |                                        |                                        |
| Castellano                                             | 7                                      | 7,5                                    | 8,8                                    |                                        |                                        |
| Catalán                                                | 3                                      | 2,4                                    | 1,2                                    |                                        |                                        |